# هرقل المقدسي
هرقل أو اراكل ق. 1128 ق. 1190/91)، كان رئيس أساقفة قيسارية و البطريرك اللاتيني في القدس.